# Unladen Swallow
Unladen Swallowは、最適化を施したPythonプログラミング言語の実装である。CPythonから分岐して開発され、CPythonとの完全な互換性と大幅な高速化を目指している。
プロジェクトは、CPythonのカスタムの仮想マシンをLLVMによるJITによって補うことでこれを実現する方針で、CPythonに対して5倍の高速化を目標としている。
プロジェクトはGoogleが資金提供しており、またプロジェクトを主導するThomas Wouters、Jeffrey Yasskin、Collin Winter はいずれもGoogleの従業員である。しかし、プロジェクトに貢献している開発者の大部分はGoogleの従業員ではない。Unladen Swallow プロジェクトはGoogle Codeでホストされている。
Python言語に関する様々な事物同様、"Unladen Swallow" はモンティ・パイソンの、特にモンティ・パイソン・アンド・ホーリー・グレイルにおける有名な冗談から名づけられた。

## これまでの重要なリリース
- 2009 Q1
- 2009 Q2
- 2009 Q3  以降: メモリ使用量の改善、速度の向上